# 두륜중학교
두륜중학교(頭輪中學校)는 대한민국 전라남도 해남군 북일면 흥촌리에 있는 공립 중학교이다.

## 학교 연혁
- 1969년 10월 14일 : 두륜 중학교 설립인가 (6학급)
- 1970년 3월 1일 : 초대 김학인 교장 취임
- 1970년 3월 19일 : 개교 및 입학식
- 2025년 1월 10일 : 제53회 졸업식(15명) 총 졸업생수 4,923명
- 2025년 3월 1일 : 제21대 오상근 교장 취임

## 참고 자료
- 두륜중학교 - 한국교육학술정보원 학교알리미